# 物怪

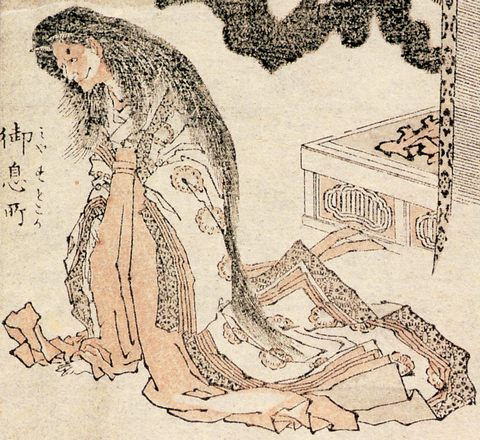
葛飾北齋所畫的《北齋漫畫》（『北斎漫画』）中之繪畫〈葵上〉，描述六條御息所之生靈襲擊葵之上

物怪（物の怪、もののけ）是日本的古典或民間信仰中，附身在人類身上，使人受苦、生病或死亡的怨靈、死靈、生靈等的靈魂。也指妖怪、變化等。

## 概要

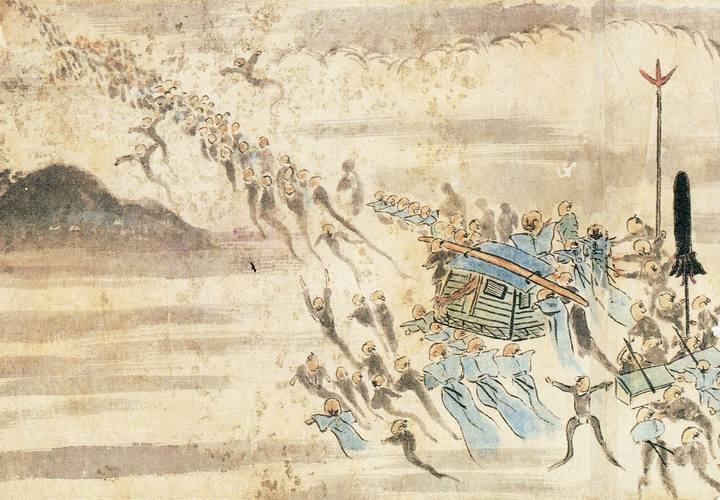
《稻亭物怪錄》（『稲亭物怪録』）中之繪畫〈物怪帰去の事〉

平安時代的文献有許多物怪的記載。最有名的是《源氏物語》第9帖〈葵〉，附身在葵之上的六條御息所的生靈。《大鏡》、《增鏡》等文献也有物怪的記述。
延曆年間，人們將相次發生的皇族病死、疫病流行視為早良親王作祟開始，人們將當時的社会不安、疫病視為怨靈作祟。在醫學知識未發達的當時，對物怪帶來的疫病，會由僧侶、修驗者進行加持祈禱，將物怪暫時轉移到稱作「憑子」或「尸童」的他人（主要是女中、小童等）身上，然後降伏物怪，讓疫病平癒。《枕草子》、《紫式部日記》等有詳細的記述。根據《續日本後紀》，曾集合60位僧侶對皇居内的物怪念經。

## 關連項目
- 付喪神、八百万之神、妖怪
- 精靈、妖精、天使、化物

## 脚注
1. ↑  小林 1986，第696頁
2. 1 2  朝倉 1963，第434頁
3. ↑  北原保雄他編.  第12巻 第2版. 小学館. 1976: 1361. ISBN 978-4-09-522012-3.
4. ↑  松村明編.  第3版. 三省堂. 2006: 2531. ISBN 978-4-385-13905-0.
5. 1 2 3  大藤 1988，第5-6頁
6. 1 2  服部 1975，第32-54頁
7. ↑  多田 1990，第300頁

## 外部連結
- 見えない「もののけ」を描く - 小松和彦（国際日本文化研究センター）